# Raimund von Roda
Raimund von Roda (Ramón de Roda) (* 1067 in Durban, Ariège, Frankreich; † 21. Juni 1126 in Huesca) war Bischof von Roda de Isábena und Barbastro. In der katholischen Kirche wird er als Heiliger verehrt.

## Leben

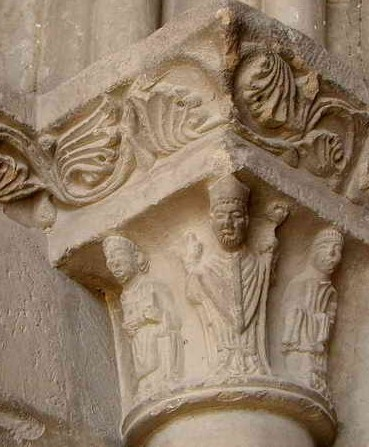
Kapitell mit Darstellung Raimunds am Portal der Kathedrale von Roda

Raimund entstammte einer adeligen Familie aus den nördlichen Pyrenäen. Nach Studium und Militärdienst wandte er sich der kirchlichen Laufbahn zu und wurde Regularkanoniker in Pamiers. Alfons I. von Aragón übertrug ihm im Jahr 1104 das Bischofsamt in Roda de Isábena, um dadurch den Streit der Bischöfe von Urgell und Huesca über die Grenzen ihrer Diözesen in den neu gewonnenen Gebieten um Barbastro zu schlichten. Gleichwohl kam es zu Streitigkeiten über den Umfang des Jurisdiktionsgebiets. Raimund wurde von den Päpsten Paschalis II. und Calixt II. unterstützt. 1116 veranlasste Bischof Esteban von Huesca mit Unterstützung des Patriziats von Barbastro und des Königs Alfons I. unter der Anschuldigung, sich dem Krieg gegen die Muslime und andere Häretiker zu widersetzen, die Vertreibung Raimunds aus Roda. Barbastro wurde daraufhin der Diözese Huesca unterstellt, während Raimund nach Roda zurückkehren konnte. Im Jahr 1125 begleitete Raimund den König Alfons beim Versuch der Eroberung Andalusiens. Raimund verstarb am 21. Juni 1126 und wurde in der Krypta der Kathedrale San Vicente in Roda beigesetzt.
Während der Amtszeit Raimunds wurde der Wiederaufbau der Kathedrale von Roda begonnen. Auch wurden zahlreiche romanische Kirchen in der Diözese errichtet wie Sant Climent und Santa Maria in Taüll im Vall de Boí.

## Heiligsprechung
Raimund wurde 1135 heiliggesprochen. Sein Festtag ist der 21. Juni. Er ist der Patron der Diözese Barbastro und der Stadt Barbastro.